# البريج (حمص)
البريج قرية في ناحية حسياء التابعة لمنطقة حمص في محافظة حمص في سورية. تقع على الطريق السريع بين حمص ودمشق.
تقع قرية البريج على بعد 110 كيلو متر من العاصمة السورية دمشق. يبلغ عدد السكان  6000 نسمة. الجو ربيعي في الصيف وبارد في الشتاء. يعتمد سكان القرية على الزراعة تربية الأغنام والتجارة ومن أهم المحاصيل هو محصول الكرز حيث تتم زراعته بعلا أي لا يروى أبدا بل يعتمد على الأمطار والثلوج التي تتساقط في الشتاء في المنطقة. ولا يرش أبدا بالمواد الكيميائية وكذلك زراعة أشجار الفاكهة وبعض الزراعات الأخرى.
في قرية البريج أكثر من نبع للمياه العذبة يتدفق وينشر الخضرة والجمال في هذه القرية الوادعة. وقد تم اكتشاف آبار للغاز الطبيعي فيها بمنطقة جبل الصوان بالقرب من الطريق الرئيسي (طريق دمشق الدولي) بين دمشق وحمص الذي تقع علية القرية.تبعد عن حدود ريف دمشق فقط 6 كلم. بها العديد من الآثار الرائعة لعل أهمها المسجد القديم الذي عمره 400 عام والقناة الرومانية القديمة الذي يزيد عمرها عن 4000 آلاف عام .تعد من أهم المناطق الاستراتيجية السورية لقربها من مدينة حسياء الصناعية ولاعتبارها البوابة الجغرافية الرابطة بين دمشق جنوبا وحمص شمالا ولبنان غربا والبادية شرقا. تشتهر بوجود أفضل أنواع الكمأة في العالم التي تعتبر مصدر رزق كبير من أهاليها.